# Le Thil-Riberpré
Pour les articles homonymes, voir Thil.
Le Thil-Riberpré est une commune française située dans le département de la Seine-Maritime en région Normandie.

## Géographie
| Compainville |                 | Gaillefontaine |
| Serqueux     | Thil-Riberpré   | Longmesnil     |
|              | Forges-les-Eaux |                |

Le territoire communal, relativement accidenté, est traversé par la voie de chemin de fer Amiens-Rouen.

### Hydrographie
La commune est située dans le bassin Seine-Normandie. Elle est drainée par l'Epte, le ruisseau de la Longue-Traine, le ruisseau des Burettes et un autre petit cours d'eau,.
L'Epte, d'une longueur de 113 km, prend sa source dans la commune de Compainville et se jette  dans la Seine à Notre-Dame-de-la-Mer, après avoir traversé 44 communes. 

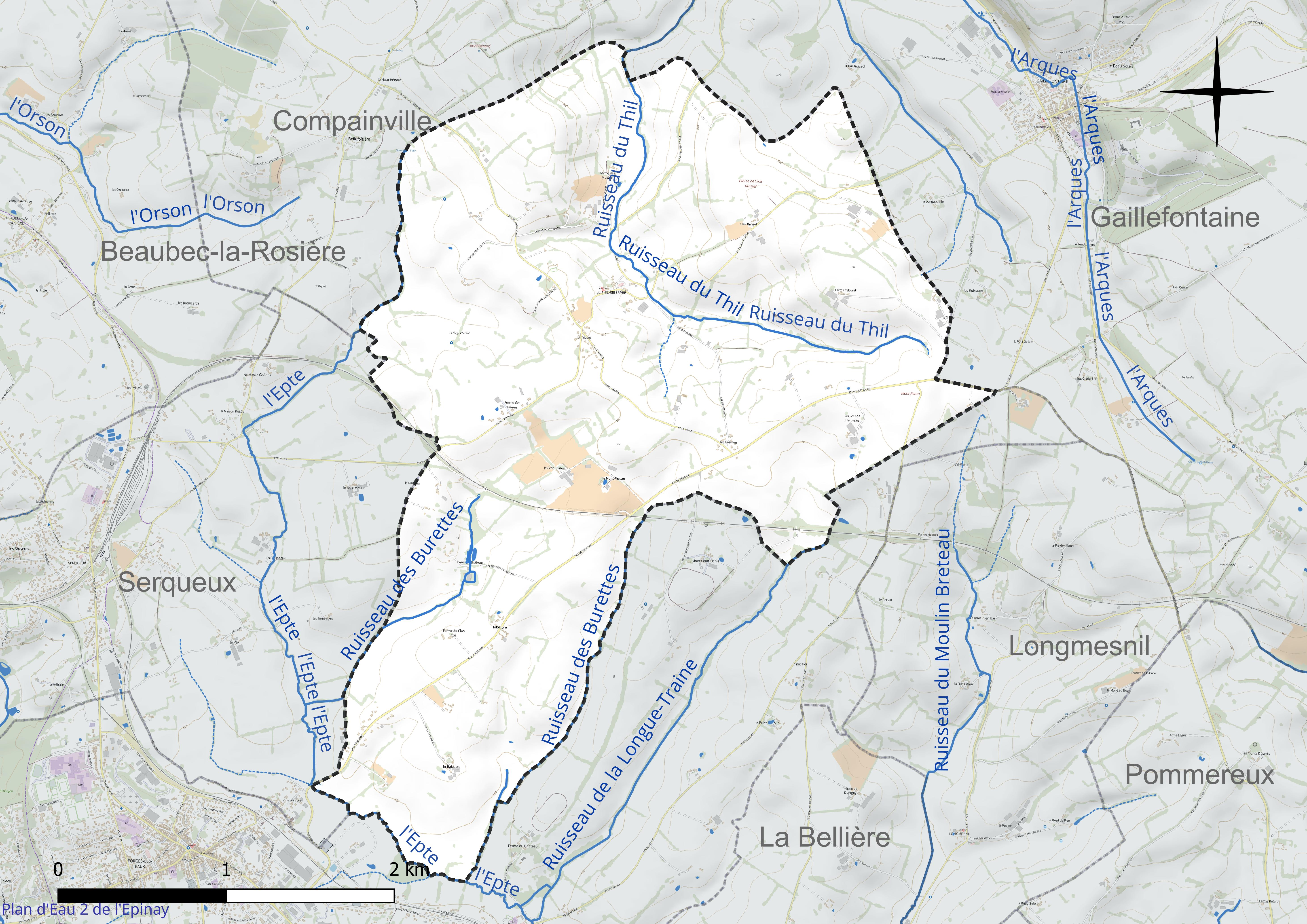
Réseau hydrographique du Thil-Riberpré.

### Climat
Pour des articles plus généraux, voir Climat de la Normandie et Climat de la Seine-Maritime.
En 2010, le climat de la commune est de type climat océanique altéré, selon une étude du CNRS s'appuyant sur une série de données couvrant la période 1971-2000. En 2020, Météo-France publie une typologie des climats de la France métropolitaine dans laquelle la commune est exposée à un climat océanique et est dans la région climatique Côtes de la Manche orientale, caractérisée par un faible ensoleillement (1 550 h/an) ; forte humidité de l’air (plus de 20 h/jour avec humidité relative > 80 % en hiver), vents forts fréquents. Parallèlement le GIEC normand, un groupe régional d’experts sur le climat, différencie quant à lui, dans une étude de 2020, trois grands types de climats pour la région Normandie, nuancés à une échelle plus fine par les facteurs géographiques locaux. La commune est, selon ce zonage, exposée à un « climat contrasté des collines », correspondant au Pays de Bray, bien arrosé et frais.
Pour la période 1971-2000, la température annuelle moyenne est de 9,8 °C, avec une amplitude thermique annuelle de 14,3 °C. Le cumul annuel moyen de précipitations est de 867 mm, avec 13,5 jours de précipitations en janvier et 8,7 jours en juillet. Pour la période 1991-2020, la température moyenne annuelle observée sur la station météorologique la plus proche, située sur la commune de Forges-les-Eaux à 4 km à vol d'oiseau, est de 10,7 °C et le cumul annuel moyen de précipitations est de 860,1 mm,. Pour l'avenir, les paramètres climatiques de la commune estimés pour 2050 selon différents scénarios d’émission de gaz à effet de serre sont consultables sur un site dédié publié par Météo-France en novembre 2022.

## Urbanisme

### Typologie
Au 1er janvier 2024, Le Thil-Riberpré est catégorisée commune rurale à habitat très dispersé, selon la nouvelle grille communale de densité à sept niveaux définie par l'Insee en 2022.
Elle est située hors unité urbaine et hors attraction des villes,.

### Occupation des sols
L'occupation des sols de la commune, telle qu'elle ressort de la base de données européenne d’occupation biophysique des sols Corine Land Cover (CLC), est marquée par l'importance des territoires agricoles (100 % en 2018), une proportion identique à celle de 1990 (100 %). La répartition détaillée en 2018 est la suivante : 
prairies (85,4 %), terres arables (14,6 %). L'évolution de l’occupation des sols de la commune et de ses infrastructures peut être observée sur les différentes représentations cartographiques du territoire : la carte de Cassini (XVIIIe siècle), la carte d'état-major (1820-1866) et les cartes ou photos aériennes de l'IGN pour la période actuelle (1950 à aujourd'hui).

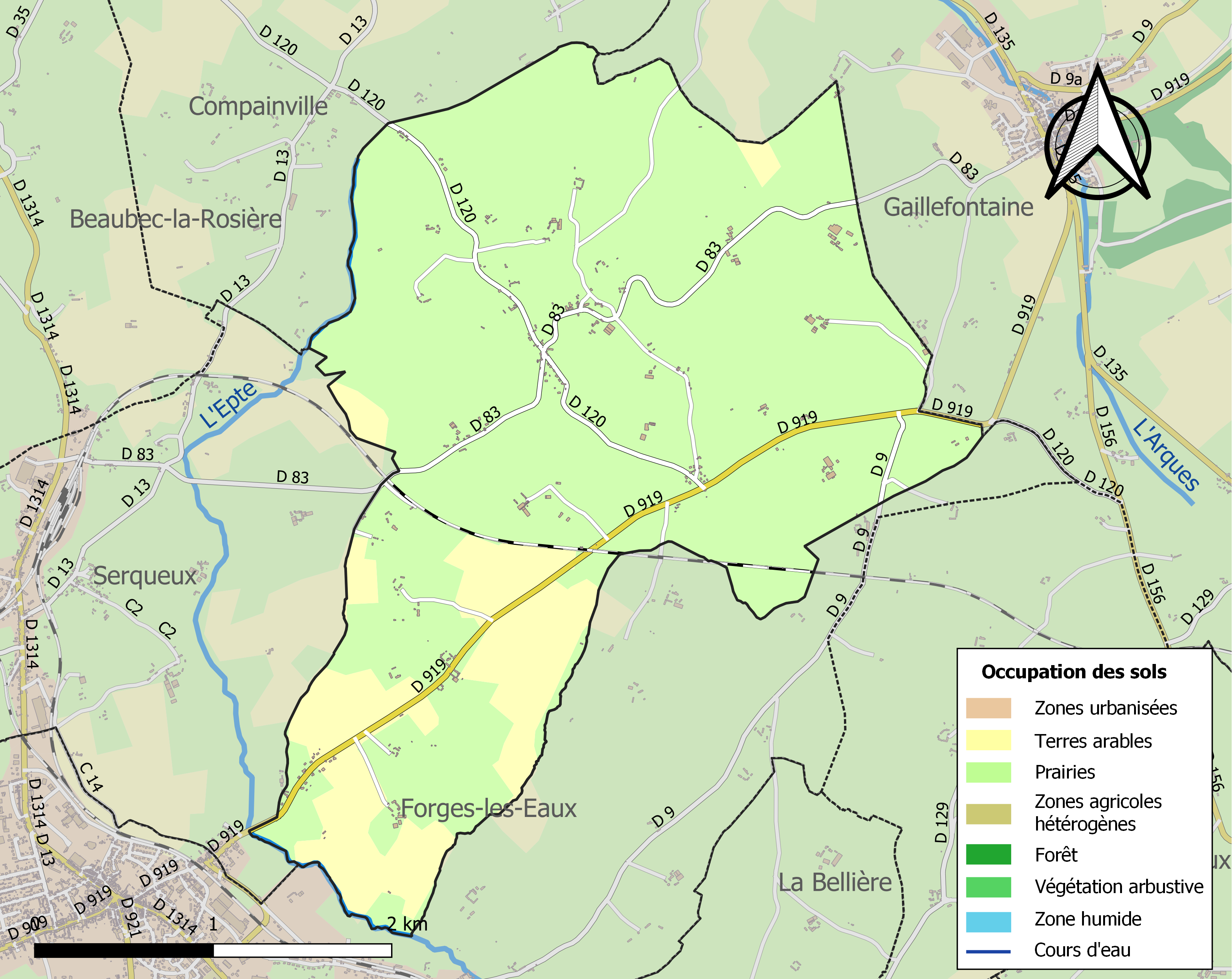
Carte des infrastructures et de l'occupation des sols de la commune en 2018 (CLC).

## Toponymie
Commune formée par la réunion des communes de Le Thil-en-Bray et de Riberpré par ordonnance  royale du 12 janvier 1825.
Le Thil : est attesté sous les formes Apud Tilliam en 1152, Ecclesiam de Tyl en 1198, Ecclesiam de Thil en 1249, Ecclesia de Tilia vers 1240, Tilia en 1337, Le Til en 1431, Notre Dame du Til en 1362 et 1365, Au Thil en Bray en 1393, Lethil en Bray en 1793, Le Thil en 1801, Le Thil-Riberpré en 1825.
De la langue d'oïl til « tilleul ».
Riberpré : est attesté sous les formes  Apud Raimberti Pratum en 1152, Riberpré en 1456,  Ribertpré hameau de Thil en Bray en 1458, Ribert a Til en Bray en 1458, Riberpré en 1466.

## Histoire
Le patronage de l'église du Thil et celui de sa succursale Riberpré dépendait de l'abbaye de Bellozanne. L'abbaye fait reconstruire l'église du Thil en [1245]. En 1480, Jean Leclerc, prieur-curé du Thil, devient abbé de Bellozanne.
En 1824, la commune du Thil a fusionné avec celle de Riberpré, pour former Le Thil-Riberpré.
L'église du Thil subsiste encore aujourd'hui. Celle de Riberpré « renfermait un admirable tombeau du XVIIe siècle, dont Gaignières a conservé le dessin, représentant, sous une arcade, une statue de femme couchée sur ie dos, les mains jointes et la tête sur un oreiller. L'inscription, gravée sur une tablette, indiquait madame Claude de Montigny, épouse de Nicolas de Mouy, seigneur de Riberpré, morte le 2 juillet 1627 »,  a disparu au début du XIXe siècle.

## Politique et administration

### Rattachements administratifs et électoraux
La commune se trouve depuis 1926 dans l'arrondissement de Dieppe du département de la Seine-Maritime. Pour l'élection des députés, elle fait partie depuis 2012 de la sixième circonscription de la Seine-Maritime.
Elle faisait partie depuis 1801 du canton de Forges-les-Eaux. Dans le cadre du redécoupage cantonal de 2014 en France, la commune est désormais intégrée au canton de Gournay-en-Bray.

### Intercommunalité
La commune était membre de la communauté de communes du canton de Forges-les-Eaux, créée fin 2001.
Dans le cadre de l'approfondissement de la coopération intercommunale prévu par la Loi portant nouvelle organisation territoriale de la République (Loi NOTRe) du 7 août 2015, le projet de schéma départemental de coopération intercommunale présenté par le préfet de Seine-Maritime le 2 octobre 2015 prévoit la fusion des « communautés de communes du canton de Forges-les-Eaux (10 991 habitants), des Monts et de l’Andelle (5 814 habitants) et de Bray Normand (13 175 habitants), ». La nouvelle intercommunalité, dénommée communauté de communes des Quatre Rivières et dont la commune est désormais membre, est créée le 1er janvier 2017.

### Liste des maires
| Période                                  | Période                    | Identité              | Étiquette | Qualité                        |
| ---------------------------------------- | -------------------------- | --------------------- | --------- | ------------------------------ |
| Les données manquantes sont à compléter. |                            |                       |           |                                |
| 1959                                     | 1979                       | René Isidore Favresse |           |                                |
| mars 1989                                | En cours (au 10 août 2020) | Francis Bourguignon   |           | Réélu pour le mandat 2020-2026 |

## Démographie
L'évolution du nombre d'habitants est connue à travers les recensements de la population effectués dans la commune depuis 1793. Pour les communes de moins de 10 000 habitants, une enquête de recensement portant sur toute la population est réalisée tous les cinq ans, les populations de référence des années intermédiaires étant quant à elles estimées par interpolation ou extrapolation. Pour la commune, le premier recensement exhaustif entrant dans le cadre du nouveau dispositif a été réalisé en 2005.

En 2022, la commune comptait 239 habitants, en évolution de +9,13 % par rapport à 2016 (Seine-Maritime : +0,35 %, France hors Mayotte : +2,11 %).
| 1793 | 1800 | 1806 | 1821 | 1831 | 1836 | 1841 | 1846 | 1851 |
| ---- | ---- | ---- | ---- | ---- | ---- | ---- | ---- | ---- |
| 260  | 259  | 260  | 276  | 393  | 375  | 332  | 337  | 342  |

| 1856 | 1861 | 1866 | 1872 | 1876 | 1881 | 1886 | 1891 | 1896 |
| ---- | ---- | ---- | ---- | ---- | ---- | ---- | ---- | ---- |
| 325  | 302  | 384  | 307  | 338  | 339  | 379  | 356  | 362  |

| 1901 | 1906 | 1911 | 1921 | 1926 | 1931 | 1936 | 1946 | 1954 |
| ---- | ---- | ---- | ---- | ---- | ---- | ---- | ---- | ---- |
| 342  | 376  | 326  | 305  | 302  | 303  | 292  | 303  | 250  |

| 1962 | 1968 | 1975 | 1982 | 1990 | 1999 | 2005 | 2006 | 2010 |
| ---- | ---- | ---- | ---- | ---- | ---- | ---- | ---- | ---- |
| 256  | 229  | 202  | 192  | 204  | 183  | 198  | 207  | 228  |

| 2015 | 2020 | 2022 | - | - | - | - | - | - |
| ---- | ---- | ---- | - | - | - | - | - | - |
| 222  | 236  | 239  | - | - | - | - | - | - |

## Culture locale et patrimoine

### Lieux et monuments
- Église Notre-Dame-du-Thil (le Thil-en-Bray), du XIIIe siècle. Selon l'Abbé Cochet, « Le clocher, formant un corps carré, est placé à l'entrée. Le fond de la nef a été très modifié au XVIIIe siècle dans ses portes, ses fenêtres et ses corniches. Le chœur est intact, ainsi que l'autel, qui se compose d'une dalle de pierre posée sur une maçonnerie. La contre-table en bois, à colonnes cannelées, de 1700 ou environ, vient de l'ancienne abbaye de Clair-Ruissel, près de Gaillefontaine[22] ».
- Monument en partie disparu : l'ancien château de Riberpré, élevé en brique et pierre sur trois niveaux, surmontés d'un comble à la française. Il était précédé de deux pavillons surmontés d'une lucarne à fronton et de hauts combles à la française. Il en subsiste des vestiges, inclus dans une exploitation agricole (propriété privée) : les murs à hauteur du rez de chaussée, ceux d'un des deux pavillons, deux petites dépendances. Cette demeure située sur un terre-plein entouré de fossés en eaux, appartint aux familles de Mouy, Leclerc de Grandmaison, de La Barberie de Reffuveille, d'Aubusson La Feuillade, de Beauvau et de Blacas.

### Personnalités liées à la commune
Arnaud du Tilh alias Martin Guerre.

## Pour approfondir